# Phlaeothrips annulipes
Phlaeothrips annulipes är en insektsart som beskrevs av O. M. Reuter 1880. Phlaeothrips annulipes ingår i släktet Phlaeothrips, och familjen rörtripsar. Arten är reproducerande i Sverige.